# 42a cerimònia dels Premis César
La 42a cerimònia dels Premis César — també coneguts com Nuit des César — que premiava les pel·lícules estrenades el 2016, va tenir lloc el 24 i 25 de febrer de 2017 a la Salle Pleyel. Aquesta edició es va retransmetre en directe i sense xifrar a Canal+. La cerimònia va ser seguida per 1.92 milions d'espectadors. Això correspon al 10,5% de l'audiència.
Presentada per Jérôme Commandeur, no es designa finalment cap president de la cerimònia, arran de la renúncia de Roman Polanski a assumir aquest càrrec a causa de la polèmica que va sorgir va seguir la seva nominació. En aquesta ocasió, l'Académie des César ret un homenatge a Jean-Paul Belmondo per tota la seva carrera
La primera ronda de votacions comença el 2 de gener i les nominacions s'anuncien el 25 de gener de 2017.
Marion Cotillard va aparèixer al cartell oficial de la cerimònia en una foto presa de la pel·lícula Blood Ties de Guillaume Canet, estrenada el 2013.

## Presentadors i ponents
Per ordre d'aparició.

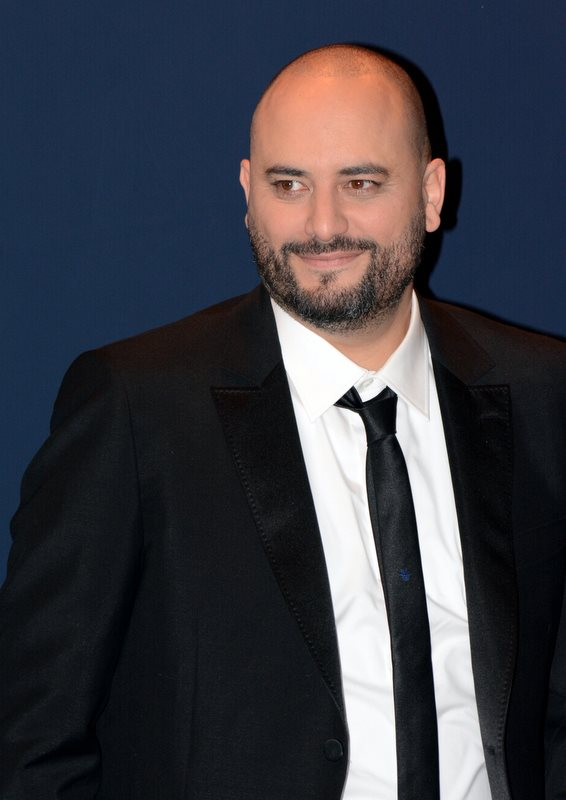
Jérôme Commandeur, mestre de cerimònies

- Jérôme Commandeur, mestre de cerimònies
- Alain Terzian, president de l'Académie des arts et techniques du cinéma

- Nicole Garcia, per l'entrega del César a l'actriu més prometedora
- Aïssa Maïga i Franck Gastambide, per la presentació del César al millor vestuari
- Gérard Jugnot, per la presentació del César al millor so
- Alice Isaaz i Rod Paradot, per la presentació del César a l'actor més prometedor
- Franck Dubosc, per la presentació del César a la millor decoració
- Ana Girardot i Cédric Klapisch, per la presentació del César al millor documental
- Grand Corps Malade, per la presentació del César a la millor música original
- Nathalie Baye, per la presentació del César a la millor primera pel·lícula
- Imany, per la cançó de la cinta homenatge als desapareguts del 2016
- Stéfi Celma i Alice Belaïdi, pel César al millor muntatge
- Marthe Villalonga, per la presentació del César al millor curtmetratge d'animació i el César al millor llargmetratge d'animació
- Jean Dujardin, per l'entrega del César Honorari a George Clooney, i l'homenatge a Jean-Paul Belmondo
- Julie Ferrier, per la presentació del César a la millor fotografia
- Arnaud Ducret i Alice Pol, pel César al millor curtmetratge
- Alice Taglioni i Valeria Golino, pel César al millor actor secundari
- François Cluzet, per la presentació del César a la millor adaptació
- JoeyStarr i Anna Mouglalis, pel César a la millor actriu secundària
- Rossy de Palma, per la presentació del César a la millor pel·lícula estrangera
- Céline Monsarrat en veu en off
- André Dussollier, per la presentació del César al millor guió original
- Pierre Richard, per la presentació del César a la millor actriu
- Sylvie Testud i Mathieu Amalric, per la presentació del César al millor director
- Valérie Lemercier, per la presentació del César al millor actor
- Pedro Almodóvar, per la presentació del César a la millor pel·lícula

## Desenvolupament
Divines (7 nominacions) i Només la fi del món (sis nominacions) van guanyar tres premis cadascuna. Chocolat (5 nominacions), La vida d'en Carbassó (3 nominacions) i Elle (11 nominacions) en van guanyar dues cadascuna, aquesta darrera les de millor pel·lícula i millor actriu.

## Guanyadors i nominats
Els guanyadors s'indiquen en negreta
| Millor pel·lícula - Elle de Paul Verhoeven, produïda per Saïd Ben Saïd i Michel Merkt - Divines de Houda Benyamina, produïda per Marc-Benoît Créancier - Frantz de François Ozon, produïda per Éric Altmayer i Nicolas Altmayer - Les innocents d'Anne Fontaine, produïda per Éric et Nicolas Altmayer i Philippe Carcassonne - L'alta societat de Bruno Dumont, produïda per Jean Bréhat, Rachid Bouchareb i Muriel Merlin - El somni de la Gabrielle de Nicole Garcia, produïda per Alain Attal - Victoria de Justine Triet, produïda per Emmanuel Chaumet | Millor director - Xavier Dolan per Només la fi del món - Houda Benyamina per Divines - François Ozon per Frantz - Bruno Dumont per L'alta societat - Anne Fontaine per Les innocents - Nicole Garcia per El somni de la Gabrielle - Paul Verhoeven per Elle |
| Millor actor - Gaspard Ulliel pel paper de Louis a Només la fi del món - François Cluzet pel paper del doctor Werner a Un doctor al camp - Pierre Deladonchamps pel paper de Mathieu a Le Fils de Jean - Nicolas Duvauchelle pel paper d'Eddie a Je ne suis pas un salaud - Fabrice Luchini pel paper d'André Van Peteghem a L'alta societat - Pierre Niney pel paper d'Adrien Rivoire a Frantz - Omar Sy pel paper de Rafael Padilla a Chocolat | Millor actriu - Isabelle Huppert pel paper de Michèle Leblanc a Elle - Judith Chemla pel paper de Jeanne Le Perthuis des Vauds a Une vie - Marion Cotillard pel paper de Gabrielle a El somni de la Gabrielle - Virginie Efira pel paper de Victoria Spick a Victoria - Marina Foïs pel paper de Constance a Irréprochable - Sidse Babett Knudsen pel paper d'Irène Frachon a La Fille de Brest - Soko pel paper de Loïe Fuller a La ballarina |
| Millor actor secundari - James Thierrée pel paper de George Foottit a Chocolat - Gabriel Arcand pel paper de Pierre a Le Fils de Jean - Vincent Cassel pel paper d'Antoine a Només la fi del món - Vincent Lacoste pel paper de Sam a Victoria - Laurent Lafitte pel paper de Patrick a Elle - Melvil Poupaud pel paper de Vincent a Victoria | Millor actriu secundària - Déborah Lukumuena pel paper de Maimouna a Divines - Nathalie Baye pel paper de Martine a Només la fi del món - Valeria Bruni Tedeschi pel paper d'Isabelle Van Peteghem a L'alta societat - Anne Consigny pel paper d'Anna a Elle - Mélanie Thierry pel paper de Gabrielle a La ballarina |
| Millor actor revelació - Niels Schneider pel paper de Pier Ulmann a Diamant noir - Jonas Bloquet pel paper de Vincent a Elle - Damien Bonnard pel paper de Léo a Rester vertical - Corentin Fila pel paper de Tom a Quand on a 17 ans - Kacey Mottet-Klein pel paper de Damien a Quand on a 17 ans | Millor actriu revelació - Oulaya Amamra pel paper de Dounia a Divines - Paula Beer pel paper d'Anna a Frantz - Lily-Rose Depp pel paper d'Isadora Duncan a La ballarina - Noémie Merlant pel paper de Sonia a Le ciel attendra - Raph pel paper de Billie Van Peteghem a L'alta societat |
| Millor pel·lícula estrangera - Jo, Daniel Blake de Ken Loach • - Els exàmens de Cristian Mungiu • - La Fille inconnue de Jean-Pierre i Luc Dardenne • - Només la fi del món de Xavier Dolan • - Aquarius de Kleber Mendonça Filho • - Manchester by the Sea de Kenneth Lonergan • - Toni Erdmann de Maren Ade • | Millor primera pel·lícula - Divines de Houda Benyamina - Cigarettes et Chocolat chaud de Sophie Reine - La ballarina de Stéphanie Di Giusto - Diamant noir de Arthur Harari - Rosalie Blum de Julien Rappeneau |
| Millor guió original - L'Effet aquatique – Sólveig Anspach i Jean-Luc Gaget - Divines – Romain Compingt, Houda Benyamina i Malik Rumeau - Les innocents – Sabrina B. Karine, Alice Vial, Pascal Bonitzer i Anne Fontaine - L'alta societat – Bruno Dumont - Victoria – Justine Triet | Millor guió adaptat - La vida d'en Carbassó – Céline Sciamma, segons la novel·la Autobiographie d'une courgette de Gilles Paris - Elle – David Birke, segons la novel·la Oh... de Philippe Djian - La Fille de Brest – Séverine Bosschem i Emmanuelle Bercot, segons el llibre Mediator 150 mg : combien de morts ? de Irène Frachon - Frantz – François Ozon, segons l'obra de teatre L'Homme que j'ai tué de Maurice Rostand - El somni de la Gabrielle – Nicole Garcia i Jacques Fieschi, segons la novel·la Mal di pietre de Milena Agus - Réparer les vivants – Katell Quillévéré i Gilles Taurand, segons la novel·la Réparer les vivants de Maylis de Kerangal |
| Millor música - Dans les forêts de Sibérie – Ibrahim Maalouf - Chocolat – Gabriel Yared - Elle – Anne Dudley - Frantz – Philippe Rombi - La vida d'en Carbassó – Sophie Hunger | Millor fotografia - Frantz – Pascal Marti - Elle – Stéphane Fontaine - Les innocents –Caroline Champetier - L'alta societat – Guillaume Deffontaines - El somni de la Gabrielle – Christophe Beaucarne |
| Millor decorat - Chocolat – Jérémie D. Lignol - La ballarina – Carlos Conti - Frantz – Michel Barthélémy - L'alta societat – Riton Dupire-Clément - Planetarium – Katia Wyszkop | Millor muntatge - Només la fi del món – Xavier Dolan - Divines – Loïc Lallemand i Vincent Tricon - Elle – Job ter Burg - Frantz – Laure Gardette - El somni de la Gabrielle – Simon Jacquet |
| Millor so - L'Odyssée – Marc Engels, Frédéric Demolder, Sylvain Rety i Jean-Paul Hurier - Chocolat – Brigitte Taillandier, Vincent Guillon i Stéphane Thiébaut - Elle – Jean-Paul Mugel, Alexis Place, Cyril Holtz i Damien Lazzerini - Frantz – Martin Boissau, Benoît Gargonne i Jean-Paul Hurier - El somni de la Gabrielle – Jean-Pierre Duret, Sylvain Malbrant et Jean-Pierre Laforce | Millor vestuari - La ballarina – Anaïs Romand - Frantz – Pascaline Chavanne - El somni de la Gabrielle – Catherine Leterrier - L'alta societat – Alexandra Charles - Une vie – Madeline Fontaine |
| Millor curtmetratge - Maman(s) de Maïmouna Doucouré - Vers la tendresse d'Alice Diop - Après Suzanne de Félix Moati - Au bruit des clochettes de Chabname Zariab - Chasse royale de Lise Akoka i Romane Gueret | Millor documental - Merci Patron ! de François Ruffin - Dernières Nouvelles du cosmos de Julie Bertuccelli - Foc al mar de Gianfranco Rosi - Swagger d'Olivier Babinet - Voyage à travers le cinéma français de Bertrand Tavernier |
| Millor pel·lícula d'animació - La vida d'en Carbassó de Claude Barras - La Jeune Fille sans mains de Sébastien Laudenbach - La Tortue rouge de Michael Dudok de Wit | Millor curtmetratge d'animació - Celui qui a deux âmes de Fabrice Luang-Vija - Café froid de François Leroy i Stéphanie Lansaque - Journal animé de Donato Sansone - Peripheria de David Coquard-Dassault |
| César d'honor - George Clooney | |